# Margaret Scudamore
Margaret „Daisy“ Scudamore (* 13. November 1881 in Portsmouth, England als Daisy Bertha Mary Scudamore; † 5. Oktober 1958 in London, England) war eine britische Schauspielerin.

## Leben und Wirken
Margaret Scudamore wurde 1881 in Portsmouth geboren. Sie war seit ihrer Jugend Bühnenschauspielerin. Zudem spielte sie auch in mehreren Kinofilmen. Sie war die Ehefrau des Schauspielers Roy Redgrave und Mutter von Michael Redgrave. Im Oktober 1958 starb sie  im Alter von 76 Jahren in London.